# Cardeña
Cardeña – gmina w Hiszpanii, w prowincji Kordoba, w Andaluzji, o powierzchni 512,87 km². W 2011 roku gmina liczyła 1669 mieszkańców.